# 曾葉發
曾葉發（英語：Richard Tsang Yip Fat，1952年—），香港作曲家、指揮家、教育家與資深廣播人。

## 背景
曾葉發出生於香港，早年就讀瑪利諾神父教會學校中學部，1976年畢業於香港中文大學崇基學院音樂系（一級榮譽生）、1978年獲英國赫爾大學音樂碩士銜，並於1999年獲英國約克大學博士銜。
1984年和香港中文大學、香港大學、香港浸會大學的音樂學者、演奏家、作曲家、樂評家葉明媚、劉靖之、呂炳川、李明、毛宇寬、項斯華、梁沛錦、吳贛伯、李德君、周凡夫、黎鍵等人一同創立香港民族音樂學會。1990年至1993年間任香港小交響樂團創團音樂總監。又曾為香港管弦樂團、香港中樂團等擔任客席指揮。廣播方面，曾葉發曾先後出任香港電台第四台節目總監及香港電台英文台台長，期間曾到英國Classic fM擔任編導。
曾葉發曾榮獲多個獎項，包括香港十大傑出青年獎（1988）、作曲家年獎（1990）、英港信託人藝術家獎（1990）及亞洲文化協會藝術家獎（1993）等。曾葉發是香港作曲家聯會創會主席，現任香港中樂團藝術顧問、國際現代音樂協會（ISCM）會長、英國京士敦大學音樂學位課程（香港）講師。

## 媒體訪問
- 《明報月刊 第217-222期》. 香港: 香港明报. 1984年103号.